# Vietnam Football Federation
Die Vietnam Football Federation (Liên Đoàn Bóng Đá Việt Nam (VFF)) ist der Fußballverband in Vietnam. Der 1962 gegründete Verband ist seit 1964 sowohl Mitglied der FIFA als auch der AFC. Der Verband ist Teil des Goal-Projektes der FIFA und des AFC-Vision-Projektes des asiatischen Verbandes.

## Geschichte

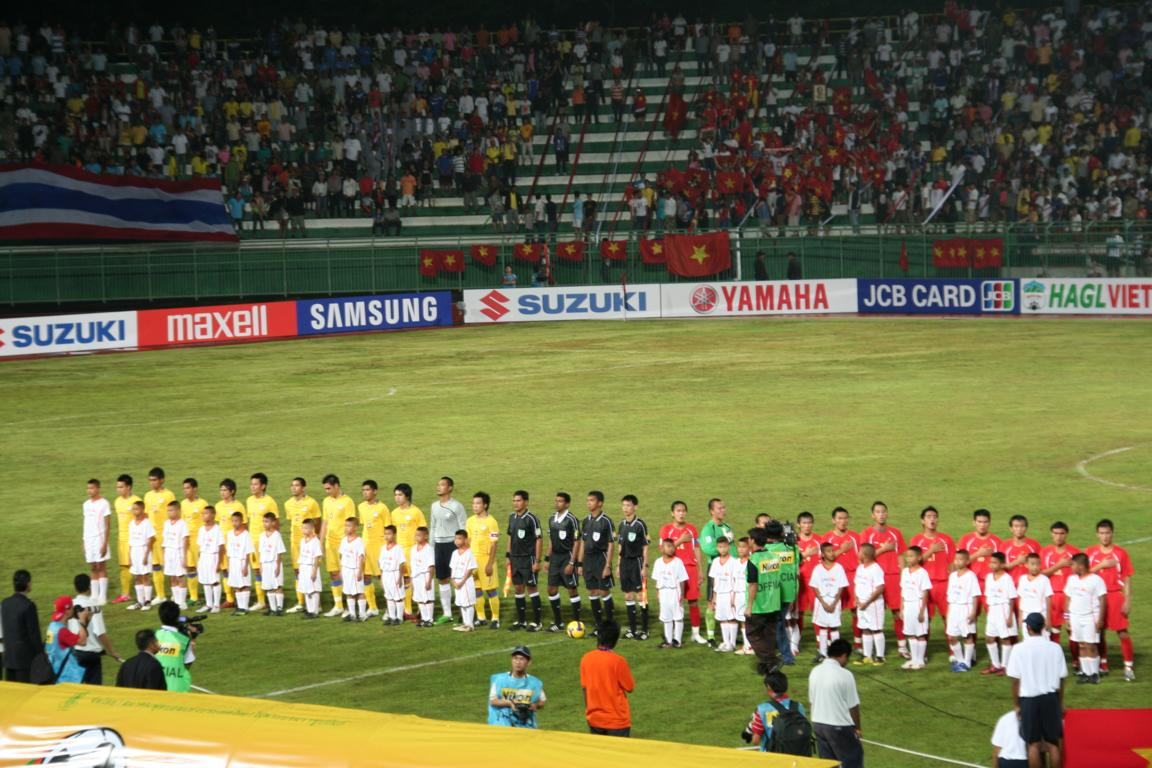
ASEAN Cup 2008, Thailand vs Vietnam Gruppenspiel, 6. Dezember 2008

Aufgrund der Kolonialisierung Vietnams und des Vietnamkrieges, nahm der Fußball eine unterschiedliche Entwicklung im Land. Der Fußball gelangte bereits 1896 ins damalige Cochinchina. Bereits Anfang des 20. Jahrhunderts wurde der Vorgänger des heutigen Verbandes, das Vietnamese Department of Football gegründet. Hinzu kam das French Department of Football. 1960 wurde die Vietnam Football Association im Norden des Landes gegründet. Der erste Präsident war der frühere Fußballstar Hà Đăng Ấn. Im Süden des Landes wurde ebenfalls ein Verband gegründet. Die Nationalmannschaft der Republik Vietnam war eine der besten des Kontinents zu dieser Zeit. Die größten Erfolge waren dabei jeweils ein vierter Platz beim AFC Cup 1956 und 1960. 1989 wurde im Zuge der Đổi mới Reformen der Verband unter dem Namen Vietnam Football Federation neu gegründet. Von 1976 bis 1989 hatte der Verband an keinem internationalen Wettbewerb mehr teilgenommen. Freundschaftsspiele fanden nur gegen ebenfalls kommunistische Länder statt. Jüngster großer Erfolg des Verbandes war der Gewinn der ASEAN-Fußballmeisterschaft 2008. Nach Hin- und Rückspiel bezwang man den Erzrivalen Thailand. Seit 2009 ist der Sportartikelhersteller Nike offizieller Ausrüster des Verbandes. Der Vertrag läuft über fünf Jahre.
Nach dem Sieg bei der ASEAN-Fußballmeisterschaft 2008 fand der Wettbewerb 2010 in Indonesien und Vietnam statt. Als Co-Gastgeber erreichte die vietnamesische Mannschaft das Halbfinale, in dem man dem späteren ASEAN-Meister Malaysia mit 0:2 unterlag.

## Wettbewerbe

### Nationale Wettbewerbe
Folgende nationalen Wettbewerbe werden unter dem Dach der VFF ausgetragen:
- Vietnamesische Meisterschaften für Herren und Frauen
- Vietnamesischer Pokal
- Vietnamesischer Supercup
- VTV-T&T Cup
- Thanh Nien Cup
- Nationale Futsalmeisterschaft

#### Vietnamesische Meisterschaft
Hauptartikel: V-League
Die Fußballmeisterschaft in Vietnam ist der wichtigste nationale Titel. Der Meister der Männer wird seit 1980 in einer landesweiten Meisterschaft ausgespielt. Erster Meister war Tong cuc Duong sat. Rekordmeister ist Thể Công mit fünf gewonnenen Titeln. Aktueller Titelträger ist der Verein Becamex Bình Dương. Aktuell nehmen 14 Mannschaften an der ersten Liga teil. Insgesamt gibt es drei Seniorenligen für Herren in Vietnam. Die Meisterschaft der Frauen wird seit 2001 ausgetragen. Amtierender Meister und Rekordsieger ist die Mannschaft von Ha Noi. Ausgetragen wird die Meisterschaft mit insgesamt sechs Mannschaften.

#### Vietnamesischer Pokal
Hauptartikel: Vietnamese Cup
Der Vietnamesische Pokal ist der älteste Pokalwettbewerbs Vietnams und wird seit 1992 ausgetragen. Er wird jährlich von der VFF veranstaltet und ist nach dem Gewinn der Meisterschaft der wichtigste Titel im nationalen Vereinsfußball. Der Sieger des Wettbewerbs wird nach dem K.-o.-System ermittelt. Erster Gewinner des Pokalwettbewerbs war der FC Thành phố Hồ Chí Minh. Titelverteidiger ist der aktuelle Zweitligist Hà Nội ACB. Der Sieger qualifiziert sich automatisch für den AFC Cup.

#### Vietnamesischer Supercup
Hauptartikel: Vietnamesischer Supercup
Der Vietnamesischer Supercup wird seit 1999 ausgetragen. In diesem Wettbewerb treten der amtierende Meister und Pokalsieger in nur einem Spiel gegeneinander an. Amtierender Gewinner des Pokals ist Becamex Bình Dương.

#### VTV-T&T Cup
Hauptartikel: VTV-T&T Cup
Der VTV-T&T Cup ist Einladungsturnier für Nationalmannschaften der Herren, des nationalen Verbandes VFF. Es ird jedes Jahr im Mỹ-Đình-Nationalstadion ausgetragen. Erstmals im Jahr 2004. Aktueller Gewinner des Tournaments ist die Thailändische Nationalmannschaft.

#### Thanh Nien Cup
Der Thanh Nien Cup entstand in Zusammenarbeit mit der Tageszeitung Thanh Nien. Es ist Einladungsturnier für U-21 Nationalmannschaften der Herren. Ausgetragen wird es seit 2007. Aktueller Gewinner ist die U-21 Nationalmannschaft des Iran.

#### Nationale Futsalmeisterschaft
Die nationale Futsalmeisterschaft der Herren wurde 2009 zum ersten Mal ausgetragen. Die Meisterschaft wird mit insgesamt neun Mannschaften ausgetragen. Dabei spielt jeder Verein jeweils einmal gegeneinander. Meister der ersten Saison wurde Thái Sơn Nam.

### Internationale Wettbewerbe

#### Erfolge bei Fußball-Weltmeisterschaften
Die vietnamesische Herrenmannschaft als auch die Frauenmannschaft konnte sich bisher nie für eine Fußball-Weltmeisterschaft qualifizieren.

#### Erfolge bei Olympischen Spielen
Die vietnamesische U-23 Herrenmannschaft als auch die U-23 der Frauen konnte sich bisher nie für die Olympischen Spiele qualifizieren.

#### Erfolge bei der Fußball-Asienmeisterschaft
Der vietnamesische Verband nahm bisher erst drei Mal an den Asienmeisterschaften mit seiner Herrenmannschaft teil. Dabei gelangen 1956 und 1960 jeweils ein vierter Platz. Der Erfolg wurde von der allerdings von der südvietnamesischen Fußballmannschaft erzielt. 2007 gelang erstmals die Teilnahme als Gesamtverband an der Endrunde. Dort konnte das Viertelfinale erreicht werden. Die Frauenmannschaft qualifizierte sich seit 1999 für jede Endrunde, kam jedoch nie über die Vorrunde hinaus.
Fußball-Asienmeisterschaften der Männer:
- 4. Platz 1956, 1960 als Südvietnamesische Fußballnationalmannschaft
- Viertelfinale 2007

#### Erfolge bei der ASEAN-Fußballmeisterschaft
Seit 1998 nahm die Herrenmannschaft bisher regelmäßig an ASEAN-Fußballmeisterschaften teil. Der größte Erfolg gelang dabei 2008. Nach Hin- und Rückspiel bezwang man im Finale den Erzrivalen Thailand.
ASEAN-Fußballmeisterschaften der Männer:
- Gewinner 2008, 2018
- 2. Platz 1998
- 3. Platz 1996, 2002

#### Erfolge bei den Südostasienspielen (U-23)
Südostasienspiele der Männer:
- Gewinner 1959*
- 2. Platz 1967*, 1973*, 1995, 1999, 2003, 2005
- 3. Platz 1961*, 1965*, 1971*, 1997

*  alle als Südvietnamesische Fußballnationalmannschaft
Die Frauenmannschaft ist mit 3 Goldmedaillen bei den Südostasienspielen bisher die erfolgreichste nach der Thailändische Fußballnationalmannschaft der Frauen.
Südostasienspiele der Frauen:
- Gewinner 2001, 2003, 2005
- 2. Platz 2007

## Logohistorie

Früher genutztes Logo des Verbandes

## Trainer
- Karl-Heinz Weigang (1995–1997)